# Geel schijnpaapje
Het geel schijnpaapje (Epthianura crocea) is een zangvogel uit de familie Meliphagidae (honingeters).

## Verspreiding en leefgebied
Deze soort is endemisch in Australië en telt drie ondersoorten:
- E. c. tunneyi: noordelijk-centraal Australië.
- E. c. crocea: van noordwestelijk tot centraal Australië.
- E. c. macgregori: oostelijk Australië.

## Status
De grootte van de populatie is niet gekwantificeerd maar de aantallen van tunneyi en macgregori zijn erg klein en zeldzaam en de populatie van crocea wordt omschreven als algemeen. Op de Rode lijst van de IUCN heeft deze soort de status niet bedreigd.